# لويس دان
لويس دان (بالإنجليزية: Louis Dunn)‏ هو مهندس فضاء جوي ومهندس أمريكي، ولد في نوفمبر 1908، وتوفي في 1979.